# Villa Magni
La Villa Magni è un edificio storico che si trova sul litorale di San Terenzo (Lerici) ai piedi del promontorio di Marigola.

## Storia
Il promontorio di Marigola  divide Lerici da San Terenzo con i suoi ripidi fianchi digradanti sul mare e coperti di vegetazione. Il promontorio era sede di due postazioni difensive, una piccola batteria anticorsara sul mare e una torretta in alto, poi inglobata nel parco di villa Marigola e forse ultimo residuo dello scomparso abitato di Marigola; entrambe le postazioni potevano comunicare con segnalazioni visive con i castelli di Lerici e di San Terenzo.
La villa si trova immediatamente a levante dell'antico borgo di San Terenzo, là dove il rilievo comincia ad innalzarsi verso la punta di Marigola.
L'edificio era sorto nel XVI secolo come monastero dei padri Barnabiti. 
Quando la sua proprietà è passata a privati, l'edificio è stato trasformato in residenza di villeggiatura, pregevole non tanto per la magnificenza che non aveva, ma per la sua caratteristica e romantica collocazione sul mare.
Da una cartografia del 1729 risulta che l'edificio apparteneva alla famiglia De Rocca ed era una tra le varie ville con annessa tenuta agricola a levante di San Terenzo.  L'aspetto della palazzina corrispondeva già a quello attuale, con le cinque finestre della facciata sul mare e il caratteristico porticato sulla scogliera.

La proprietà dei De Rocca era separata da San Terenzo dalla villa De Marchi mentre verso Lerici confinava con la tenuta dei Massa Sarioni, solamente agricola e senza edificio. 

Nella proprietà della villa poi subentrarono i Magni dai quali ricevette la denominazione con cui è oggi nota. 
Quindi la villa passò in proprietà degli Ollandini .
All'epoca della frequentazione dei Shelley  e dei loro ospiti ancora non esisteva la villa Marigola, che fu edificata solo alla fine del XVIII secolo sul pianoro che sovrasta l'omonimo promontorio dagli Ollandini che, possedendo già anche Villa Magni, riunirono così le due tenute in un'unica proprietà.

## La villa "dei Poeti"

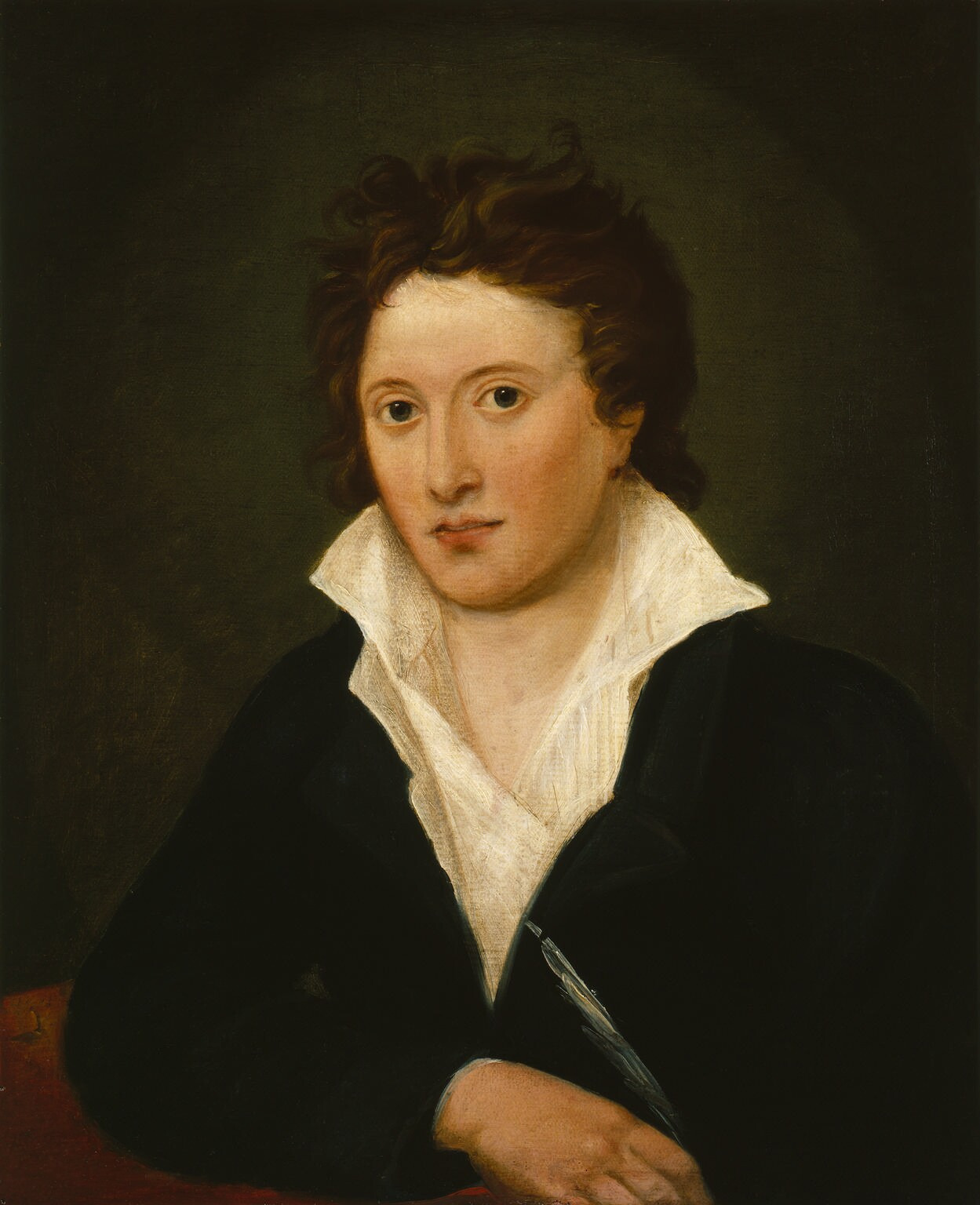
Percy Bysshe Shelley

Villa Magni è nota per essere stata residenza di Percy Bysshe Shelley dall'aprile al settembre 1822. 
Shelley e sua moglie Mary erano giunti in Italia attorno al 1820 e si erano stabiliti a Pisa.
L'irrequieto poeta si era spinto a cercare altri luoghi nei dintorni; aveva scoperto le colline di Lerici, ne era rimasto estasiato dal paesaggio allora incontaminato, ed aveva noleggiato una barca con la quale poter percorrere tutto il golfo della Spezia. 

Nel corso delle sue escursioni aveva trovato il suo luogo ideale in quella casa Magni appena fuori dal borgo di San Terenzo, con l'uscio direttamente sulla battigia e con alle spalle le pendici del promontorio di Marigola e la romantica atmosfera del suo parco naturale di noci e lecci.
La villa era descritta come la bianca casa sul mare, sul quale si affacciava col caratteristico porticato ad archi, costruito proprio sugli scogli, ed isolata dal paese guardava al promontorio che chiudeva la cala a Levante, verso Lerici. L'amico Edward Trelawny descrive la casa scoperta da Shelley come un costruito rustico, con uno spazio a pianterreno senza pavimento, utilizzato per le barche e le loro attrezzature, ed un unico piano superiore, con la sala centrale e quattro stanze; poi un caminetto per cucinare e una veranda affacciata sul mare sopra il portico. E qui Shelley sentiva di poter vivere a contatto con la sua ispirazione artistica.
Gli Shelley si stabilirono in villa Magni nell'aprile del 1822 e qui richiamarono numerosi amici, tutti venuti ad abitare con loro in una sorta di comunità, trascorrendo giornate dedite alla letteratura, alle passeggiate, alle gite in barca. Una vita da artisti totali, estranei ad ogni regola e convenzione sociale, che vivevano già nel mondo dell'utopia predicando l'amore libero. 

Con Shelley c'erano la moglie Mary, , il figlio Percy Florence e tutta l'allegra brigata di villa Magni, con Claire Clairmont, sorellastra di Mary, Edward e Jane Williams, John Trelawny, e molti altri.
Il loro regime di vita era in ogni suo aspetto agli antipodi di quello vigente nel borgo marinaro, per la promiscuità scandalosa e incestuosa - il grande poeta intratteneva una relazione con la cognata e con Jane Williams -, e per l'esibizione di ricchezze, cultura, e per la pratica del nudismo. Era impensabile per le abitudini dei notabili locali il fatto che persone di elevato ceto sociale abitassero una casa senza mobilia, dormissero su pagliericci prestati dagli abitanti, e che alla baia arrivassero continuamente ospiti che si fermavano a dormire nella villa, e che gli abitanti della casa, la coppia di poeti e i bambini compresi, praticassero il nudismo all'aperto.

Mary Shelley

Mary ricordava la volta che Shelley, quando lei e alcune signore prendevano il tè sulla porta di Villa Magni, era uscito dal mare completamente nudo, bagnato, i piedi coperti di sabbia, e come niente fosse era rientrato in casa; le signore erano cadute nel più completo imbarazzo, e lei, da una parte avrebbe voluto sprofondarsi con il pavimento della stanza, ma allo stesso tempo guardava ipnotizzata il marito; il quale venne avanti con la massima naturalezza e salutate elegantemente le ospiti, passava per tre lati della saletta e scomparendo da una porta e lasciando orme di piedi bagnati e di sabbia. Altri modi di vita lasciavano increduli gli abitanti, ad esempio il fatto che Mary Shelley restasse giorni sdraiata a leggere e scrivere mentre il marito cercava domestici in San Terenzo, o che persone di alto rango avessero abitudini vegetariane e mangiassero solo pane, tè, frutta fresca. Addirittura Shelley a volte, preso dal suo estro o dalle sue letture, dimenticava di mangiare. D'altra parte Shelley superava il problema della scarsa alimentazione con massicce dosi di laudano, che gli procuravano spesso strane visioni.
Il poeta era sempre superiore a questi piccoli fatti della vita, e peraltro sempre generoso e disinteressato. Mary era commossa dal fatto che dopo aver riscosso dalle varie banche i frutti delle sue rendite, tornava con l'enorme borsa piena di monete e la rovesciava sul tavolo dividendola nei mucchietti per amici e familiari, senza nulla tenere per sé, a parte quanto gli serviva per la barca e i libri.
Villa Magni in quel periodo fu un continuo andirivieni dalla spiaggia alla barca, dal mare a casa; e tutto era bagnato e pieno di sabbia. L'arrivo più famoso fu quello, il 13 giugno, della Bolivar di Lord George Byron, che irrompeva nelle calme acque della baia sparando sei colpi di cannone per salutare gli amici. Lord Byron fu ospite degli Shelley a villa Magni, ed in questa occasione, grande nuotatore quale era al contrario di Shelley, effettuò la sua traversata a nuoto da Portovenere a San Terenzo.
Nella vita quotidiana il capitano Roberts impartiva lezioni di vela, e William si sforzava di insegnare a Shelley a nuotare per poter navigare in sicurezza; ma il poeta si sentiva superiore a questa necessità, prendendola in scherzo, anche se recentemente aveva dovuto essere salvato da Byron nel lago di Ginevra mentre stava per affogare. Mary quando usciva in barca si inginocchiava appoggiando la testa sulle ginocchia di Shelley e si lasciava andare al vento. Shelley ebbe sempre un rapporto complesso con l'acqua e quindi col mare; in un dialogo poetico aveva concluso con il Se non puoi nuotare non ti fidare della Provvidenza; ed anche aveva il bisogno di imbarcarsi per inseguire la morte.
In visione una bambina che aveva visto viva era emersa dal mare tendendogli le braccia, ed in mare aveva detto nelle sue esplorazioni, fissando la superficie delle acque, "ed ora fissiamo insieme il gran mistero". Ed altri presagi di morte nel mare venivano dai dialoghi con Claire Clairmont e Jane Williams.
Mary Shelley era incinta, il parto si preannunciava difficile, e Shelley le stava vicino, felice davanti a quel mare. Gli Shelley non avevano confidenza con la popolazione locale, della quale diffidavano, considerandola rozza e ignorante, non piacendo loro neppure il suono del dialetto. Quello che loro interessava era il paesaggio del golfo di Lerici, ne godevamo la sua bellezza ma allo stesso tempo presagivano la tragedia romanticamente celata in tale sublime panorama. Durante le uscite in barca Percy compose gran parte del frammento The triumph of life.
Mary il 16 giugno rischiò di morire per aborto spontaneo; Percy arrestò l'emorragia immergendola in acqua ghiacciata. Per Mary egli era "troppo bello", non di questa terra, le faceva giungere sinistri e funebri presagi portandola ad esplorare l'irreale. Shelley coltivava sempre i suoi grandiosi progetti, e per questo aveva acquistato una goletta, commissionandone la costruzione. Essa arrivò a San Terenzo il 12 maggio; era il Don Juan, che Shelley ribattezzò Ariel. Come l'Ariel attraccò per la prima volta a San Terenzo, Mary ebbe la visione della morte che si stava insinuando nella loro vita.
Contemporaneamente Percy aveva programmato il suo viaggio a Livorno per incontrare Leigh Hunt, giunto dall'Inghilterra per realizzare un progetto il cui ideatore era stato Shelley. Hunt, Shelley e Byron dovevano infatti dar vita al loro nuovo giornale, The Liberal, che avrebbe dato voce alla loro idea di rivoluzione.
Il 1º luglio Shelley partì per Livorno incontrandosi con gli amici Byron, che a Pisa era ospite della contessa Teresa Guiccioli, e Hunt. Al ritorno, l'8 luglio, l'Ariel è sorpreso da una tempesta. Il naufragio avvenne a dieci miglia da Viareggio ed i corpi di Percy Shelley, Edward Williams e del mozzo Charles Vivian furono ritrovati solo dopo dieci giorni.
Subito il corpo di Shelley viene seppellito nella sabbia del litorale per poi essere riesumato e bruciato perché nessun corpo che arrivi dal mare può essere seppellito, per evitare il possibile contagio di peste. Ma non sarà un semplice rogo, bensì una pira che ricorda le cerimonie funebri degli eroi omerici, sul litorale di Viareggio. La cremazione avverrà il 15 agosto, alla presenza di George Byron, di Leigh Hunt, di John Trelawny, accorsi a rendere l'ultimo saluto al poeta; sulla pira furono versati incenso, vino e olio secondo la tradizione classica; l'evento è immortalato dal pittore francese Louis-Edouard Fournier.
A Villa Magni li attendeva Mary Shelley, reduce dalla gravidanza mancata e dai presagi da tempo percepiti; presagi che in ultimo avevano preso anche lo stesso Shelley, che il giorno prima di naufragare aveva sognato un defunto sotto un velo bagnato per scoprire subito che quell'uomo era lui. Le sue ceneri saranno infine sparse il 21 gennaio 1823 nella parte alta del cimitero protestante di Roma, nei pressi della Piramide di Caio Cestio, simbolo funerario che collegava l'Antichità all'Eternità. Il cuore, che era rimasto intatto, racchiuso in un cofanetto, venne consegnato a Mary Shelley.
A Villa Magni restò solo Mary, sino a metà settembre. Quindi partì per Genova; viaggiò portando con sé il cofanetto che racchiudeva il cuore di Shelley assieme a Byron, che aveva lasciato Pisa il 22 settembre 1822 e, presa con sé Teresa Guiccioli, era partito con una vecchia carrozza a quattro cavalli piena di libri, indumenti, alcuni cani, due scimmie. A Genova Mary fu raggiunta dalla famiglia Hunt. Trascorse un anno a Genova, "la splendida città che si specchia nelle acque azzurre del Mediterraneo"; nella città era anche Byron, ospite in villa Saluzzo ad Albaro. Infine Mary il 25 luglio 1823 ripartì per l'Inghilterra; Byron invece partiva per la Grecia, da dove non avrebbe più fatto ritorno.

## La memoria della permanenza di Shelley a villa Magni
Tra gli artisti e i letterati attratti dal mito di Shelley e di Byron giunsero qui D.H. Lawrence, nel maggio 1933 Virginia Woolf, Gabriele D'Annunzio ospite di Villa Marigola, come Sem Benelli che qui compose "La cena delle beffe" ed al quale  si deve l'appellativo di "Golfo dei Poeti".
Paolo Mantegazza, scrittore e scienziato che a San Terenzo ambienta il suo libro "Testa" e risiede in "Villa Serenella", negli ultimi anni di vita (muore infatti nel 1910), così descrive la villa Magni:
"Una casa antica, rozza, coi piedi nel mare, con le spalle difese da un monte sempre verde di pini e di lecci, con un terrazzo e un porticato che conduce al mare. Più nave che casa".
L'americano Henry James, per visitare il luoghi attraversati da Shelley, si fece portare in barca presso Villa Magni, e descrisse quel viaggio come il più suggestivo tra i suoi percorsi.

## L'epigrafe di Villa Magni
Per l'epigrafe che ricorda la presenza e la morte di Shelley, voluta per la villa divenuta allora Magni-Maccarani, si contesero il testo dell'iscrizione due cultori di Shelley, Paolo Mantegazza
e Ceccardo Roccatagliata Ceccardi. Delle due fu scelta quella del secondo, vincitrice per le sue grandi capacità di concisione e sintesi. Eccola:
Da questo portico in cui si abbatteva

l'antica ombra di un leccio

il luglio del MDCCCXXII

Mary Godwin e Jane Williams attesero con lagrimante ansia

PERCY BYSSHE SHELLEY

che da Livorno su fragil legno veleggiando

era approdato per improvvisa fortuna

ai silenzi delle isole elisee.

O benedette spiagge

ove l'amore, la libertà, i sogni

non hanno catene.

## Le modifiche attuali del paesaggio visto da Shelley
Nel 1888 fu costruita la strada che ha separato la villa dal mare. Questa modifica ha fatto perdere l'originale fascino della villa, e che ormai non è più nemmeno isolata dal paese. Il mare non bagna più la sua soglia per cui si percorre il luogo senza più percepirne l'aspetto naturale che tanto aveva colpito il poeta inglese. Lo stesso portico, allontanato com'è oggi dal mare, ma affacciato sulla strada di traffico, non è più molto significativo.
Del precedente assetto ci rimane una foto del 1880 di Alfredo Noack a documentare il fascino incredibile di questo luogo. La villa ha ancora il porticato affacciato sul mare, su cui avanza una esilissima passerella traballante utilizzata come pontile. Un'altra foto sempre di Noack mostra il  dirimpettaio borgo di San Terenzo, come lo si vedeva dalla villa, con le case affacciate sull'esigua spiaggia utilizzata a scalo, esse pure a diretto contatto con il mare senza la attuale strada costiera.

La villa oggi è privata, ma è possibile visitarla in determinate occasioni quali la giornata "FAI di Primavera".